# Mim de les Galápagos
El mim de les Galápagos (Mimus parvulus) és un ocell de la família dels mímids (Mimidae).

## Hàbitat i distribució
Habita camp obert a les illes Galápagos, a la Pinta, Marchena, James i Jervis, Fernandina, Isabela, Seymour, Baltra i Santa Cruz, incloent petites illes properes.